# 英迪拉·瓦爾瑪
‪印第拉·巴瑪‬（英語：Indira Varma，1973年9月27日—），是一位英国女演員。她最为人所知的角色是HBO的大热電視劇《權力的遊戲》中的艾拉莉亞·沙德（Ellaria Sand）一角。巴瑪其他的知名演出包括电视剧《罗马》和电影《Kama Sutra: A Tale of Love》、《新娘與偏見》。

## 外部連結
- 英迪拉·瓦爾瑪在互联网电影资料库（IMDb）上的資料（英文）
- 英迪拉·瓦爾瑪在豆瓣上的资料（简体中文）